# Халилов, Нусрат Юсиф оглы
Нусрат Юсиф оглы Халилов (9 мая 1925—25 февраля 2012) — известный ученый, геолог-нефтяник, профессор, доктор геолого-минералогических наук, заслуженный геолог Азербайджана, президентский стипендиат.
Он непосредственно участвовал в открытии десяти нефтяных и газоконденсатных месторождений в акватории Каспийского моря.
Н. Ю. Халилов родился 9 мая 1925 года в г. Геокчае Азербайджана. В июне 1943 года он добровольцем отправился на фронт. В составе 77-й дивизии Нусрат Халилов прошёл с боями от Мелитополя до Днепра, где 23 декабря 1943 года получил пулевое ранение и до 6 января 1944 года находился на излечении в военном госпитале.
После выписки из госпиталя Нусрат Халилов учился в танковой школе, вернулся на фронт и в составе 1-го Белорусского фронта, прошёл путь боевого танкиста от Минска до Варшавы. После окончания войны Халилов вернулся в Баку. Поступив в Азербайджанский институт нефти и химии им. Азизбекова (ныне Азербайджанская государственная нефтяная академия) и окончив её в 1951 году, он получил квалификацию горного инженера-геолога. С 1951 года и в течение 30 лет Халилов работал в Гюргянском и Приморском управлениях разведочного бурения.
В 1957 году Нусрат Халилов женился на Рене Ханум. У них родился сын Эльчин Халилов, ставший впоследствии известным ученым-сейсмологом и две дочери — Ирада и Лала.
В 1961-62 годах научные разработки Халилова печатались на страницах журналов «Ученые записки» Азербайджанского государственного университета в серии геолого-географических наук, журнала «Азербайджанское нефтяное хозяйство», «Нефть и газ», «Известия Вузов», «Геология нефти и газа», «Нефтегазовая геология и геофизика», «Доклады Академии Наук Азербайджанской ССР», «Известия Академии Наук Азербайджана» и т. д. Научные выводы, заключающиеся в этих статьях, легли в основу диссертации Нусрата Халилова, в 1962 году представленной на соискание ученой степени кандидата геолого-минералогических наук на тему: «Геологическое строение и перспективы нефтегазоносности северо-западной части Абшеронского архипелага». Халилов рекомендовал поиски залежей нефти и газа в калинской свите осуществлять в пределах более погруженных частей антиклинальных складок.
В 1974 году Нусрат Халилов защитил докторскую диссертацию на тему: «Геологическое строение Бакинского архипелага и пути повышения эффективности поисково-разведочных работ на нефть и газ в условиях аномально высоких пластовых давлений». В работе подробно были охарактеризованы причины возникновения осложнений в процессе проводки скважин: искривление стволов скважин, грифонообразование, кавернообразование, сужение стволов, взаимодействие между пластовыми водами и промывочными жидкостями и осмотические процессы. Благодаря этим исследованиям оказалось возможным выработать конкретные рекомендации и по технологии бурения, и по применению химических реагентов в глинистых растворах, и по урегулированию удельного веса последнего на разных стратиграфических уровнях.
В 1977 г. Халилов получил ученую степень доктора геолого-минералогических наук. В конце 1979 года он был назначен заведующим лабораторией «Геология и разведка морских нефтяных и газовых месторождений» ГосНИПИ «Гипроморнефтегаз», где проработал до 2006 года. Халилов принимал активное участие в открытие и освоение нефтяных и газовых месторождений «Банка Абшерона», «Гум-дяниз», «Сангачал-море» и др.
В 1982 году за особые достижения в геологической науке и активное участие в открытие и освоении нефтяных и газовых месторождений Каспия Халилову было присвоено звание «Заслуженный геолог Азербайджанской ССР». Он был избран президентом Азербайджанского отделения Американской ассоциации нефтяников-геологов, принимает активное участие в подготовке научных кадров.
С 2009 года Халилов являлся членом Редакционной коллегии Международного издательства и научным консультантом Научного Координационного Совета WOSCO (Всемирная Организация по Научному Сотрудничеству).
Его имя ветерана Великой Отечественной войны вошло в историческую книгу: «Солдаты XX века», изданную в Москве в мае 2000 года Международным биографическим центром. Н. Ю. Халилов награждён многочисленными государственными и общественными наградами, орденами и медалями.
В 2010 году «за выдающийся вклад в развитии науки и образования» Нусрат Халилов награждён Золотой медалью WOSCO — Всемирной Организации по Научному Сотрудничеству (Лондон).
Скончался Халилов Нусрат 25 февраля 2012 года.